# Noël Mouret
Pour les articles homonymes, voir Mouret.
Noël Mouret, né à Paris le 13 décembre 1812 et mort le 25 octobre 1882 dans le 10e arrondissement de Paris, est un poète, chansonnier et goguettier français.
Personnalité importante de la chanson populaire, au cours de sa carrière il fonde et préside un grand nombre de goguettes.
Beau-frère du goguettier Charles Gille, il est notamment l'auteur en 1848 de la chanson Charlotte la républicaine.

## Biographie
Noël Mouret est né à Paris le 13 décembre 1812 dans une famille modeste. Son père était cordonnier.
Après de faibles études, il est d'abord commis dans la nouveauté, puis ouvrier en articles de fourrures pour le voyage. De 1832 à 1866, il est garçon de magasin dans la même maison. Vers cette dernière époque, il s'établit bouquiniste, et le reste au moins jusqu'en 1880. Il est qualifié de libraire dans son acte de décès.
Goguettier important et actif, il a fondé et présidé de nombreuses goguettes. Il a en outre organisé des soirées en l'honneur de chansonniers disparus. Comme le siège de ces soirées changeait souvent, il inaugurait généralement le nouveau local par des chansons de Charles Gille, et aussi parfois avec des chansons d'autres auteurs.  Mouret était toujours sur la brèche, organisant des soirées à bénéfice, ouvrant des souscriptions. Eugène Imbert dira de lui en 1880 : « C'est un type, et son portrait devient ainsi la peinture en raccourci du monde chansonnier ».
Dans ses chansons Mouret peint les mœurs et les travers du jour Paméla, ou la Confession d'une grisette, sa première œuvre, qui remonte à 1842 ; l'Enfant de Paris, la Reine du château des fleurs, la Fauvette de Paris, sont de portraits pris sur le vif. Tantôt il aborde la romance : Adieux à ma jeunesse, la Voix de mon âme, les Enfants égarés, Reste près de ta mère, les Papillons ; puis des sujets plus sévères : les Souvenirs d'un soldat, Êtes-vous plus sage, les Bancs de l'école, ou se trouvent ces vers :
Mouret est également l'auteur de deux chansons politiques : Charlotte la républicaine et La Gerbe républicaine ». Il a comme encadré sa carrière lyrique avec ces deux chansons politiques.
La première de ces chansons, que cite Ranc dans Sous l'Empire, obtint à son apparition un grand succès qui dura au moins un demi-siècle. Et qui ignora son interdiction et sa destruction ordonnée par la Cour d'assises de Vienne le 20 août 1851. Elle se chantait encore en France en 1900. Son refrain entraînant contribua à sa célébrité :
La Gerbe républicaine a été publiée dans le numéro 10 de La Chanson en décembre 1878.
La note politique, et par conséquent démocratique, ne manque pas dans l'œuvre de Mouret. Ses couplets à Louis Napoléon Bonaparte, où figure notamment cette expression d'une confiance qui sera bien vite déçue :
Contenaient en revanche d'énergiques avertissements :
La veille du coup d'État du 2 décembre 1851, le soir, les gens de police organisaient en silence, d'un côté de la rue de la Barillerie, leur coup nocturne. Cependant que Mouret, en face, an coin de la rue Galande, à la goguette du Sacrifice d'Abraham, critiquait en vers virulents les gloires politiques de l'époque, au grand ébahissement de certains troupiers fourvoyés dans la salle.
Mouret, imitant en cela beaucoup de ses confrères, n'a pas dédaigné de travailler pour la rue. Le chanteur des rues Baumester, Aubert et Durand, entre autres, ont imprimé dans leurs recueils un certain nombre de ses productions. C'est là que parurent pour la première fois les Enfants égarés. On y trouve ce couplet :
Mouret présidait — il a souvent présidé — une société lyrique dont les soirées avaient lieu chez Joninon, rue de la Grande Truanderie. Il était d'usage que le président salue par un applaudissement les chanteurs et surtout les chanteuses qui se faisaient entendre. Or, un jour une dame venait de chanter. Mouret déclara alors pour susciter les applaudissements : « Mes amis, nous allons détacher une rose de la couronne de nos applaudissements, et l'effeuiller sur la tête de madame Alexis. » Ce petit speech peint bien la manière du chansonnier.
Au temps où Mouret connaissait beaucoup de succès, pourtant comme d'autres sa bourse de chansonnier ouvrier était plutôt vide. Certains dimanches, huit jours après la quinzaine de paye, il n'avait plus rien pour vivre. Heureusement, l'éditeur Durand était là, providence quelque peu usurière du coupletier dans l'embarras. Mouret était autorisé, une fois pour toutes, à lui porter chaque dimanche une chanson nouvelle, actualité ou autre. Elle était réglée cinq francs.
Moins heureux était le goguettier Gustave Leroy dans les dernières années de sa vie. Durand lui prenait jusqu'à trois chansons par semaine, mais ne les payait que deux francs chacune.
Ainsi sont nées chez Mouret, un peu hâtivement, quantité de productions qui émaillent, avec celles de Victor Gaucher, d'Alexis Dalès, d'Auguste Boury, de Théodore Leclerc, d'Eugène Hazard, les recueils des éditeurs à bon marché, et dont les titres formeraient une énumération considérable. Au nombre desquelles la Ménagère et le pot au feu, l'Appel aux moissonneurs, Clair et lune.
Noël Mouret meurt en 1882.

## Sources
- Eugène Imbert Galerie des chansonniers : Noël Mouret, La Chanson, 19 juin 1880, numéro 6, pp. 41-43.
- Robert Brécy La chanson de la Commune: chansons et poèmes inspirés par la Commune de 1871, Édition de l'Atelier, Paris 1991, p. 20–21.
- Jean-Michel Bourgeois, article Noël Mouret, La Goguette et les Goguettiers, Glossaire-Index, Plein-Chant, Bassac 2013, tome II, p. 615.